# Ozicrypta combeni
Espèce
Ozicrypta combeni est une espèce d'araignées mygalomorphes de la famille des Barychelidae.

## Distribution
Cette espèce est endémique du Queensland en Australie. Elle se rencontre dans le parc national de Forty Mile Scrub.

## Description
Le mâle holotype mesure 16 mm.

## Étymologie
Cette espèce est nommée en l'honneur de Patrick Comben.

## Publication originale
- Raven, 1994 : Mygalomorph spiders of the Barychelidae in Australia and the Western Pacific. Memoirs of the Queensland Museum, vol. 35, no 2, p. 291-706 (texte intégral).